# Rimobi
Rimobi este divizia de imobiliare a grupului RTC Holding.
Rimobi reunește companii cu activități în domeniul imobiliarelor și construcțiilor, administrând peste 11.000 mp birouri, 45.000 mp spații de depozitare, 1.500 mp spații comerciale și 570.000 mp teren.
Principalele companii ale diviziei imobiliare și construcții sunt: Euros Trading, Forum Center, Viva Center și MTT Training Services.